# Dommel
Dommel je reka, ki teče skozi Belgijo in Nizozemsko ter je levi pritok Dieze.